# 청동기마상

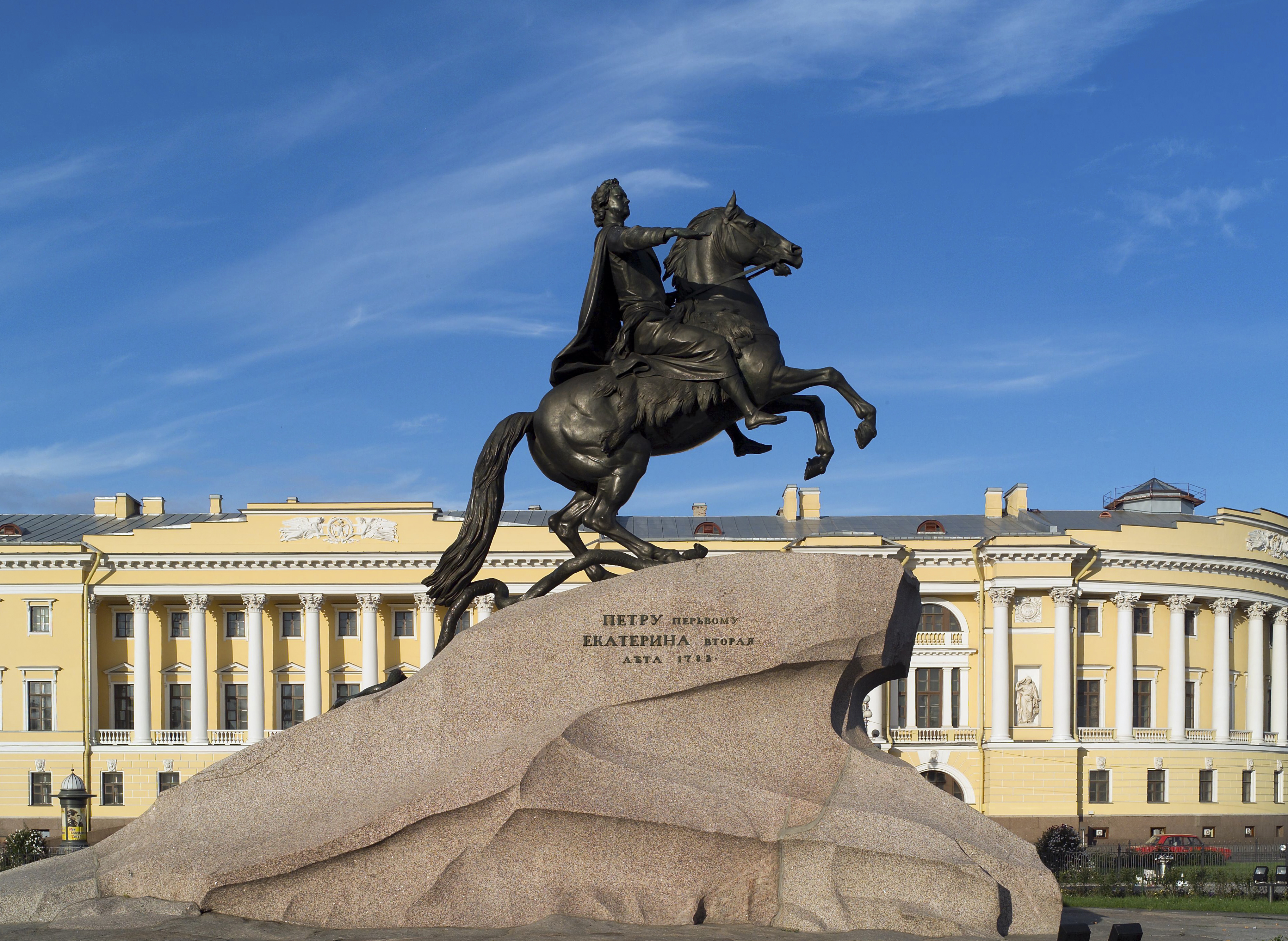
청동기마상

청동기마상(러시아어: Медный всадник)은 러시아 상트페테르부르크에 있는 러시아 황제 표트르 1세의 기마상이다.
알렉산드르 푸시킨의 서사시 《청동 기사》에서 유래한 이름이다.
받침대의 오른쪽에 라틴어로
| “ | PETRO primo CATHARINA secunda MDCCLXXXII | ” |

왼쪽에 러시아어로
| “ | ПЕТРУ перьвому ЕКАТЕРИНА вторая лѣта 1782 | ” |

라고 적혀있다.